# Wayne Grayson
Pour les articles homonymes, voir Grayson.
Wayne Grayson Vinnie Penna, connu sous le nom de Wayne Grayson, né le 22 septembre 1974 à New York, est un acteur américain spécialisé dans le doublage et un réalisateur.